# そこまで言うなら、5分だけ
『そこまで言うなら、5分だけ』（そこまでいうなら、5ふんだけ）は、1988年10月から1998年までエフエム香川（FM香川）で放送されていたラジオ番組。通称は「そこまで言うなら」。

## 内容
週5日間の帯で放送されていたミニ番組で、タイトルにもあるように5分枠で放送。内容は、当時『月刊タウン情報かがわ』の編集長であった田尾和俊とその他の出演者によるだらだらトークを主とするものであった。
番組はオープニングサウンドの後、田尾によるタイトルコール「まるがめボート提供、そこまで言うならの時間です」とともに開始した（正式なタイトルにある「5分だけ」は割愛されることが多かった）。そして2分ほどトークをした後に音楽を1曲流し、最後にCMを流して終了するというのが主な流れであった。